# Piotr Przydział
Piotr Przydział (ur. 15 maja 1974 w Sędziszowie Małopolskim), polski kolarz szosowy; zwycięzca wyścigu Tour de Pologne w 2000. Mistrz Polski w wyścigu szosowym ze startu wspólnego (2003) i jeździe indywidualnej na czas (1998, 2001). Olimpijczyk z Sydney (2000).

## Kariera sportowa

### Kluby
Starty rozpoczął w klubie WTC Straszęcin. W latach 1994–1995 był zawodnikiem Krupińskiego Suszec, w latach 1996-1997 PZU Joko Szurkowski, w 1998 Etoile Paris. W 1999 został zawodnikiem grupy Mróz, w latach 2000-2004 występował w ekipach MAT Ceresit CCC, CCC-Mat, CCC-Polsat, z tym, że w 2002 przez osiem miesięcy był zdyskwalifikowany za doping, w 2005 w DHL - Author. Po kolejnej dwuletniej dyskwalifikacji za doping w 2005, powrócił w 2007 do ścigania w zespole Dynatek, a w 2008 został zawodnikiem Passage Cycling Team. Ta ostatnia drużyna ostatecznie nie przystąpiła do startów, co dla zawodnika oznaczało także koniec kariery sportowej. Od 2010 do marca 2011 był dyrektorem sportowym grupy Romet Weltour Dębica.

### Osiągnięcia

#### Wyścigi wieloetapowe
Jego największym sukcesem w karierze było zwycięstwo w Tour de Pologne w 2000. W tym samym wyścigu w 2001 zajął 3, a w 2003 – 10. miejsce, a w 1999 wygrał klasyfikację górską i najaktywniejszych. Był także zwycięzcą Małopolskiego Wyścigu Górskiego (1994), Bałtyk-Karkonosze Tour (2001), Wyścigu Szlakiem Grodów Piastowskich (2004).  W 2002 wygrał Wyścig Pokoju (a także jeden z etapów, jazdę indywidualną na czas i klasyfikację górską), ale został zdyskwalifikowany za użycie środków dopingujących. W związku z dyskwalifikacją odebrano mu także zwycięstwo w wyścigu Szlakiem Grodów Piastowskich w 2003, w którym wystartował, pomimo iż dyskwalifikacja mijała mu 30 kwietnia 2003.
W Wyścigu Pokoju startował pięciokrotnie (1995– 31 m., 1996 – 30 m., 1997 – 44 m., 1999 – 23 m. i wygrany etap, 2000 – 2 m., 2002 – 1 m. i dyskwalifikacja), a w 2001 nie został dopuszczony do startu z uwagi na podwyższony poziom hemetokrytu.
W 2003 uczestniczył w Giro d'Italia, ale ukończył tylko pięć etapów.

#### Mistrzostwa Polski
Był mistrzem Polski w jeździe indywidualnej na czas (1998, 2001) i wyścigu szosowym ze startu wspólnego (2003) oraz wicemistrzem Polski w wyścigu szosowym ze startu wspólnego (1999) oraz wyścigu górskim (1996)

#### Mistrzostwa świata i Igrzyska Olimpijskie
Reprezentował Polskę na Igrzyskach Olimpijskich w Sydney (2000), zajmując 58. miejsce wyścigu szosowym ze startu wspólnego. Na mistrzostwach świata wystąpił czterokrotnie (1998 – 35 w jeździe indywidualnej na czas, wyścigu szosowego ze startu wspólnego nie ukończył, 1999 – 26 w jeździe indywidualnej na czas, wyścigu szosowego ze startu wspólnego nie ukończył, 2000 – 30 w jeździe indywidualnej na czas, wyścigu szosowego ze startu wspólnego nie ukończył, 2001 – 19 w jeździe indywidualnej na czas, 80 w wyścigu szosowego ze startu wspólnego)